# 1794 års överflödsförordning

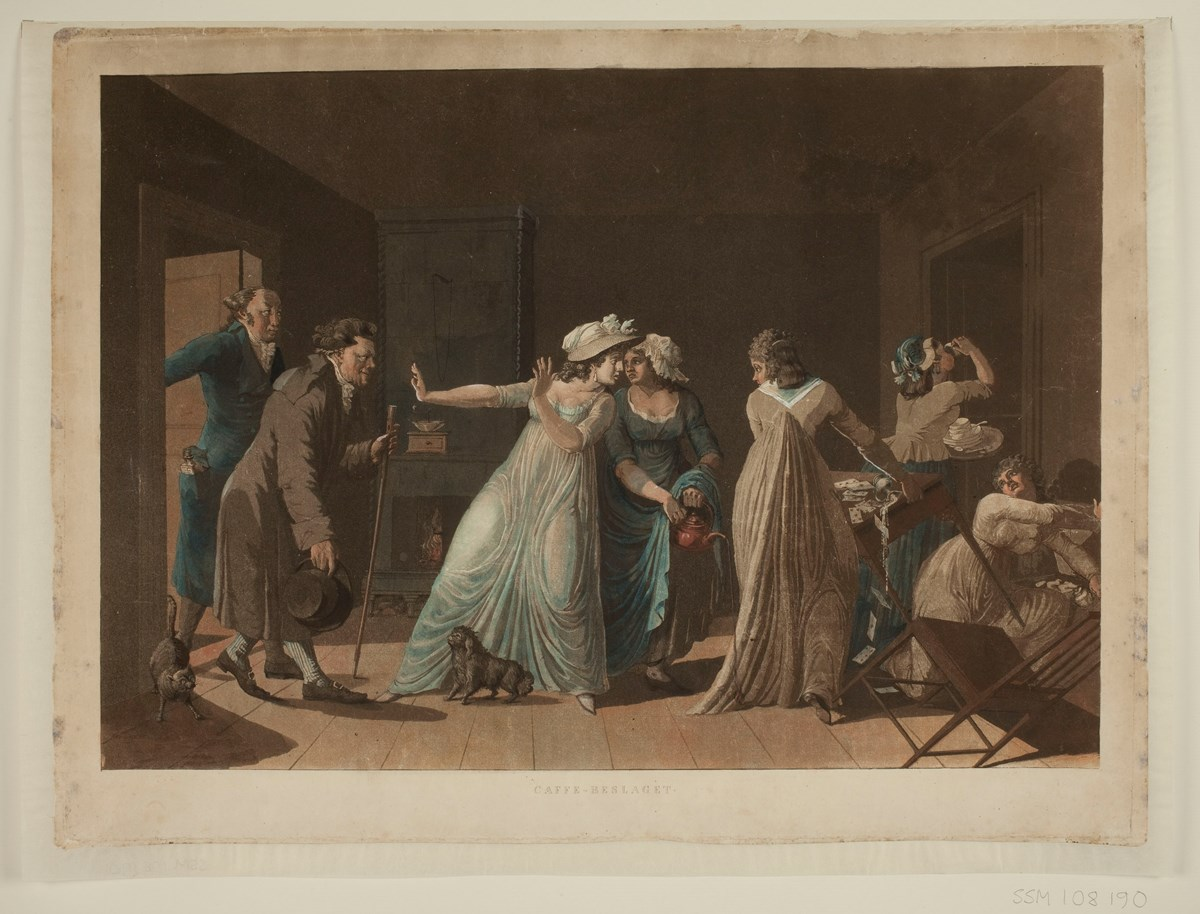
Kaffebeslaget, målning av Martin Rudolf Heland (1765-1814) - efter Per Nordquists målning med samma namn, 1799. Lagens hantlangare överraskar ett kaffedrickande sällskap damer, som skyndar sig att försöka dölja sin kaffedrickning. Stockholms stadsmuseum.

1794 års överflödsförordning var en historisk svensk överflödsförordning, införd 1 augusti 1794 och upphävd år 1796. Det var den sista överflödsförordningen i Sverige.  
Gustav III hade avskaffat samtliga överflödsförordningar efter sitt trontillträde, och denna förordning var därför den första som infördes i Sverige på nästan trettio år, sedan 1766 års överflödsförordning. 
Förordningen införde en rad restriktioner för att reglera konsumtionen av lyxvaror i Sverige. 
Den mest kända delen av denna förordning är den som förbjöd bruket av kaffe. Kaffeförbudet blev oerhört impopulärt eftersom kaffe under 1700-talet hade blivit en vardaglig bruksvara inom alla samhällsklasser i Sverige, och officiella farväl till kaffet arrangerades genom kaffefester som hölls dagarna innan förbudet trädde i kraft. 
Andra delar gällde begränsningen av klädlyx. Siden förbjöds, liksom andra färger än vitt och svart till kläder. Även om detta inte fick någon omedelbar effekt, eftersom människor som inte hade råd att köpa nya kläder fick lov att använda de kläder de hade tills de var utslitna, var även det ett mycket impopulärt förbud, särskilt med tanke på kostnaderna för alla som tvingades köpa nya kläder. Ett samtida vittne sade:
"I Stockholm sades öfverljudt, att så länge mamsellerna Löf och Slottsberg (hertigens maitresser) buro siden och all slags grannlåt, borde sådant ej vara förbjudet".
1794 års överflödsförordning blev extremt impopulär i Sverige, och bidrog kraftigt till den dåvarande förmyndarregeringens impopularitet. 
Den avskaffades 1796, när Gustav IV Adolf myndigförklarades och förmyndarregeringen avgick.  Inga fler överflödsförordningar infördes i Sverige, däremot upprepades dess mest impopulära beståndsdel, kaffeförbudet, 1799–1802 och 1817–1823.